# Hornija (Fluss)
Der Río Hornija ist ein nördlicher Nebenfluss des Duero. Er entspringt in der Provinz Valladolid in der Autonomen Region Kastilien-León.

## Verlauf
Der Río Hornija entspringt auf der Südseite einer namenlosen Anhöhe ca. 1 km nördlich des Ortes La Mudarra. Er fließt in südwestlicher Richtung und mündet etwa 7 km südöstlich der historisch und kulturell bedeutsamen Stadt Toro in den Duero.

## Nutzung
Die Río Hornija dient zur Bewässerung weiter Ackerflächen entlang seines Mittel- und Unterlaufs. Hinter dem Ort Torrelobatón fällt er jedoch im Sommer häufiger trocken.

## Orte
La Mudarra, Peñaflor de Hornija, Torrelobatón, Villasexmir, Gallegos de Hornija, Vega de Valdetronco, Marzales, Villalar de los Comuneros, San Román de Hornija

## Sehenswürdigkeiten
Hauptattraktion entlang des Flusses ist die im 15. Jahrhundert erbaute Burg (castillo) von Torrelobatón. Alle Orte entlang seines Ufers warten zudem mit recht sehenswerten Kirchen des 16. Jahrhunderts auf.